# Lisinopril
Lisinopril ist ein Arzneistoff der Gruppe der ACE-Hemmer, der insbesondere zur Behandlung der arteriellen Hypertonie (Bluthochdruck) und der Behandlung der Herzinsuffizienz eingesetzt wird. Sein Wirkprinzip beruht auf der Hemmung des Angiotensin-konvertierenden Enzyms (ACE).

## Chemie
Lisinopril ist ein ACE-Hemmer der zweiten Generation. Er besitzt eine Tripeptidstruktur, die aus den natürlichen α-Aminosäuren (S)-Prolin und (S)-Lysin und einem unnatürlichen Homologen der α-Aminosäure (S)-Phenylalanin besteht.
Lisinopril ist neben Captopril eine der beiden Substanzen aus der Wirkstoffklasse der ACE-Hemmer, deren Zink komplexierende Gruppe direkt wirkt und kein Prodrug (mit Ethanol veresterte Carboxygruppe) ist. Gegenüber Enalapril und Ramipril liegt ein weiterer Unterschied darin, dass das Alanin des Tripeptids durch Lysin ausgetauscht wurde.

## Pharmakologie

### Anwendungsgebiete
Lisinopril wird in der Monotherapie und in Zwei- oder Dreifachkombinationen bevorzugt mit Diuretika oder Calciumantagonisten zur Therapie der Hypertonie sowie in Monotherapie und Zweifachkombinationen mit Diuretika zur Behandlung der symptomatischen Herzinsuffizienz eingesetzt, wobei es in Kombinationen zu synergistischen Effekten der Substanzen kommt. Des Weiteren hat sich eine Wirksamkeit in der Reinfarktprophylaxe für bis zu 6 Wochen nach einem Herzinfarkt gezeigt. Durch die nephroprotektiven Eigenschaften (Nierenschutz) ist ebenfalls ein Einsatz bei Patienten mit Bluthochdruck bei Diabetes mellitus Typ II und beginnenden Nierenerkrankungen (z. B. Nephropathie) möglich und angezeigt.

### Wirkmechanismus
Lisinopril führt als Inhibitor des Angiotensin Converting Enzymes zu einer verminderten Bildung von Angiotensin II aus Angiotensin I. Diese verminderte Bildung von Angiotensin II bedingt eine Abnahme des Tonus der Blutgefäße und damit eine Abnahme des Blutdruckes. Ebenfalls führt die Abnahme des Angiotensin-II-Spiegels zu einer Verringerung der Aldosteron-Freisetzung aus der Nebennierenrinde und somit zu einer Beeinflussung des Wasserhaushalts (siehe auch Renin-Angiotensin-Aldosteron-System). Auf zellulärer Ebene kann ein Rückgang der durch Angiotensin II vermittelten mitogenen Effekte an Zellen des Herzens, die insbesondere nach einem Herzinfarkt zu ungünstigen Veränderungen (Remodeling) führen, beobachtet werden.

### Nebenwirkungen
Die meisten Nebenwirkungen von Lisinopril werden mit einem durch ACE-Hemmer bedingten verlangsamten Abbau und Kumulation von Bradykinin in Verbindung gebracht. Dazu zählen Hautreaktionen, wie z. B. Exantheme und Nesselsucht, ferner auch Angioödeme. Schwere allergische Hautreaktionen werden hingegen nur sehr selten beobachtet.
Zu den Nebenwirkungen der Atemwege zählen trockener Husten, Heiserkeit und Halsschmerz. Asthmaanfälle und Atemnot können ebenfalls, wenn auch selten, auftreten.
Als Folge der Hauptwirkung von Lisinopril kann es zu einer übermäßig starken Blutdrucksenkung kommen. Infolgedessen können gelegentlich Schwindel, Kopfschmerz und Benommenheit beobachtet werden. Von schweren Herz-Kreislaufereignissen, wie Angina Pectoris, Herzinfarkt und Synkope, wurde nur in Einzelfällen berichtet.
Durch Eingriff in den Wasser- und Elektrolythaushalt können gelegentlich funktionelle Nierenfunktionsstörungen beobachtet werden. Eine Proteinurie (Ausscheidung von Proteinen im Harn) wurde hingegen nur selten beobachtet.
Da Lisinopril in der Schwangerschaft u. a. Wachstums- und Knochenbildungsstörungen beim Kind verbunden mit einer erhöhten Sterblichkeit hervorrufen kann, darf es in dieser Zeit nicht eingenommen werden und sollte durch andere geeignete therapeutische Maßnahmen ersetzt werden.

### Wechselwirkungen
Lisinopril verstärkt die blutzuckersenkende Wirkung von Insulin und oralen Antidiabetika sowie die blutbildverändernden Wirkungen von Immunsuppressiva.
Durch Eingriff in den Wasser- und Elektrolythaushalt kann die Ausscheidung von Elektrolyten verlangsamt werden, was insbesondere bei der Therapie mit Lithium und kaliumsparenden Diuretika beachtet werden sollte.
Bei Kombination mit anderen blutdrucksenkenden Arzneimitteln sollte eine verstärkte Blutdrucksenkung berücksichtigt werden.

### Wirkstärken
Lisinopril steht in folgenden Wirkstärken zur Verfügung:
- als Monopräparat – 2,5 mg, 5 mg, 10 mg und 20 mg
- in Kombination mit Hydrochlorothiazid – 10/12,5 mg und 20/12,5 mg[7]

## Handelsnamen
Monopräparate
Acerbon (D), Acemin (A), Acetan (A), Prinil (CH), Zestril (CH), zahlreiche Generika (D, CH)
Kombinationspräparate
Acelisino (A), Acercomp (D, A), Co-Acetan (A), Prinzide (CH), Zestoretic (CH), diverse Generika mit der Vorsilbe „Co-“ sowie dem Anhängsel „comp“, „HCT“, „mite“ oder „plus“ (D, A, CH)

## Geschichte
Lisinopril wurde bei Merck & Co von Arthur A. Patchett u. a. entwickelt. Es wurde 1978 patentiert für Merck & Co und 1987 in den USA als Medikament gegen Bluthochdruck zugelassen. Es entstand durch systematische Variation der Struktureinheiten von Enalaprilat durch Addition von Aminosäuren, in diesem Fall Lysin, das dem Wirkstoff auch seinen Namen gab. Da Merck (die es als Prinivil vermarkteten) gleichzeitig Enalapril auf dem Markt hatten, trat man Lisinopril in einem Tauschgeschäft mit einem im frühen Stadium befindlichen Aldosereduktase-Inhibitor als potentielles Diabetes-Medikament (es kam nicht in klinische Tests und wurde aufgegeben) an Zeneca ab, die es unter dem Markennamen Zestril vertrieb. Es wurde ein Blockbuster für den Nachfolger AstraZeneca. 2002 liefen die US-Patente aus.